# Johann von Köln (Lübecker Maler)
Johann von Köln, auch Hans von Köln (bl. 1520–1522 in Lübeck) war ein deutscher Maler, der in Lübeck wirkte.

## Leben
Leben und Wirken des Johann von Köln sind bis heute nicht erforscht.

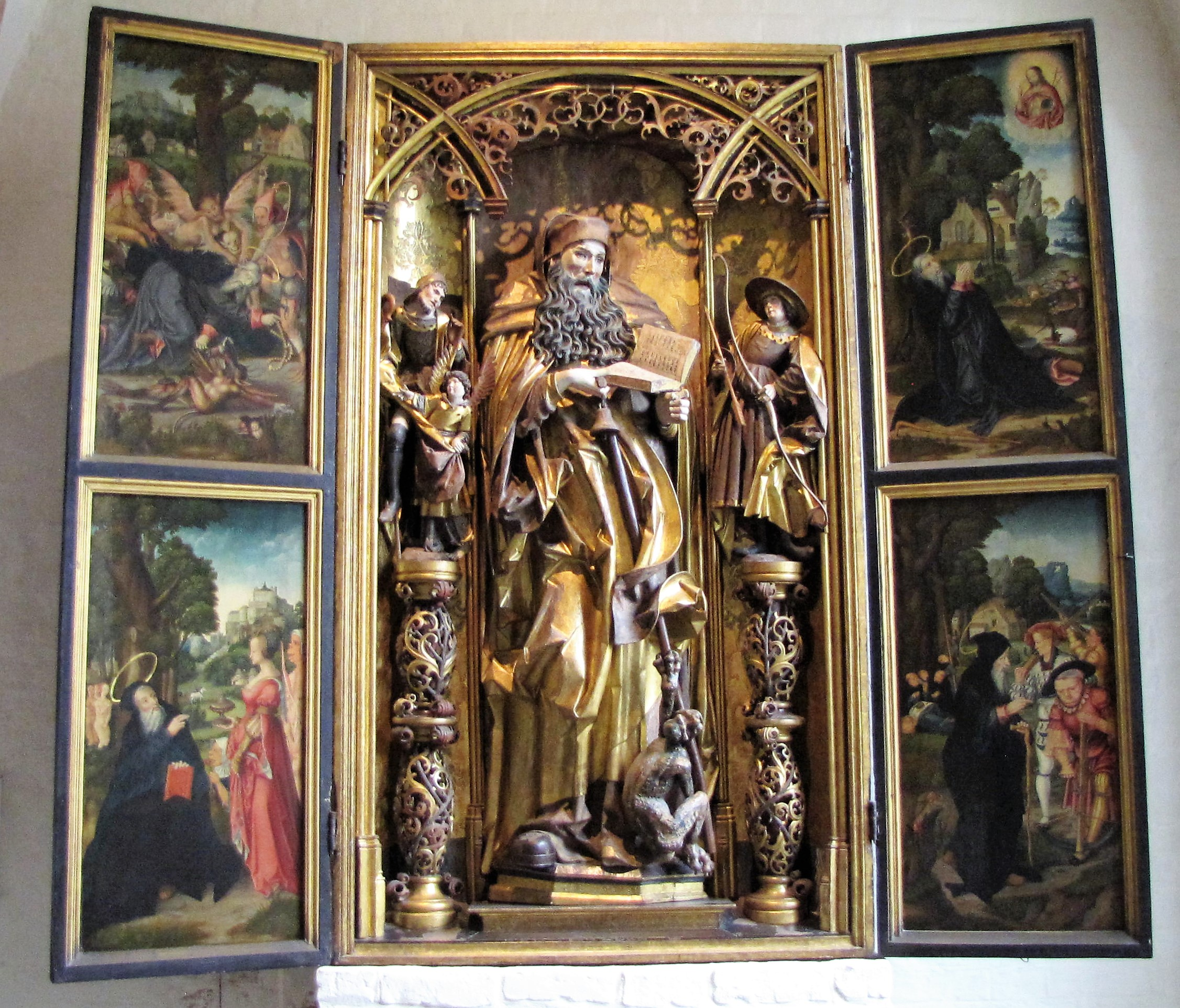
Antoniusaltar

Er ist als Auftragnehmer und Meister einer Werkstatt mit zwei Gesellen für die Altarflügel des Antonius-Retabels im Lübecker St. Annenmuseum archivalisch belegt. Dieser Flügelaltar (239 × 134,5 × 28 cm) mit der Statue des heiligen Antonius war eine Auftragsarbeit der Antoniusbruderschaft von 1520 und fand Aufstellung in der Maria-Magdalenenkirche des Burgklosters. Der Auftrag im Wert von 310 Mark lübisch ist im Rechnungsbuch 1521–1533 der Antoniusbruderschaft durch deren Älterleute, darunter der Kaufmann Christian Northoff, dokumentiert. Der Werkanteil des Johann van Kollen bestand aus der Bemalung der Flügel und wurde mit 150 Mark Lübisch vergütet. Dem standen 80 Mark Lübisch für die Schnitzarbeiten Benedikt Dreyers gegenüber.

## Werke
- Malereien am Antonius-Retabel im St. Annen-Museum, archivalisch datiert 1520–1522.[4]

Zuschreibungen
- ostseitige Lettnertafeln in der Lübecker Marienkirche, 1942 beim Luftangriff auf Lübeck verbrannt[5]
- Flügelgemälde des Passionsretabels in der St. Nicolaikirche in Arboga, Schweden[5]

Nicht haltbare Zuschreibungen
- Flügelgemälde des Annen-Schreins (um 1480–1485)[6]
- Flügelretabel der Georgsbruderschaft (1510–1515)[7]